# 2024 서울 제4차 로잔대회

## 개요
세계적인 복음 전도자였던 빌리 그래함과 존 스토트가 주축이 되어 1974년 스위스 로잔에서 진행된 대회가 시초가 되었다. 이 대회는 전 세계 모든 지역에 예수 그리스도와 진리를 증거하기 위해 복음주의 지도자들이 참여하면서 운동으로 확장되어 오늘날까지 이르렀다. 로잔운동은 “온 교회가 온전한 복음을 온 세상에 전하자”는 문장으로 축약될 수 있는데, 이를 위해 전 세계의 영향력 있는 사람들과 아이디어들을 연결하는 것을 핵심 사역 방향으로 삼고 있다. 1974년(스위스 로잔), 1989년(필리핀 마닐라), 2010년(남아프리카공화국 케이프타운)에 이어 2024년(대한민국 송도)에 50주년 기념 제4차 대회가 열린다.

## 행사 내용
제4차 로잔대회
전 세계 기독교 지도자들의 영향력과 아이디어를 연결하는 대회

### 일정
2024년 9월 22일~28일

### 주제
Let the Church Declare and Display Christ Together
교회여, 함께 그리스도를 선포하고 나타내자.

### 장소
인천 송도컨벤시아

### 주최
아시아 & 한국로잔

## 제4차 로잔대회의 주제와 프로그램

### 1. 주제어: Let the Church Declare and Display Christ Together 교회여, 함께 그리스도를 선포하고 나타내자.
- Let the Church, Together : 온 교회(하나님의 백성), 하나 됨, 함께 함
- Declare and Display : 복음을 선포하고, 행동으로 영향을 주며 드러냄
- Christ : 예수그리스도의 통치, 세상을 향한 하나님의 목적 성취

그리스도의 통치를 드러내기 위한 함께 나아가기(행13:36-37) : 사도행전을 통해 하나님께서 그 분의 교회를 만드시고, 그 분의 목적을 드러내신 과정을 함께 살펴보며, 온 세상에 드러날 그리스도의 통치를 위해 함께 나아가기.

### 2. 프로그램 틀
| 구분 | 22일(일)  | 23일(월)                                                                                        | 24일(화)                                                                                        | 25일(수)                                                                                        | 26일(목)                                                                                        | 27일(금)                                                                                        | 28일(토)                                                                                  |
| 오전 | 도착·등록 | 성경강해 _ 사도행전(성령강림, 선교적공동체, 핍박, 교회공동체, 불확실한 미래, 왕되신 예수)       | 성경강해 _ 사도행전(성령강림, 선교적공동체, 핍박, 교회공동체, 불확실한 미래, 왕되신 예수)       | 성경강해 _ 사도행전(성령강림, 선교적공동체, 핍박, 교회공동체, 불확실한 미래, 왕되신 예수)       | 성경강해 _ 사도행전(성령강림, 선교적공동체, 핍박, 교회공동체, 불확실한 미래, 왕되신 예수)       | 성경강해 _ 사도행전(성령강림, 선교적공동체, 핍박, 교회공동체, 불확실한 미래, 왕되신 예수)       | 성경강해 _ 사도행전(성령강림, 선교적공동체, 핍박, 교회공동체, 불확실한 미래, 왕되신 예수) |
| 오전 | 도착·등록 | 성경강해를 기초로 하는 소그룹 토의(약 900개)                                                    |                                                                                                 |                                                                                                 |                                                                                                 |                                                                                                 |                                                                                           |
| 오전 | 도착·등록 | 주제강의 _ 부흥, 선교적 공동체, 핍박, 일터선교, 지도력, 선교 등                                 |                                                                                                 |                                                                                                 |                                                                                                 |                                                                                                 |                                                                                           |
| 오후 | 도착·등록 | 친교 및 점심식사                                                                                | 친교 및 점심식사                                                                                | 친교 및 점심식사                                                                                | 친교 및 점심식사                                                                                | 친교 및 점심식사                                                                                |                                                                                           |
| 오후 | 도착·등록 | 12개 지역별 모임 및 국가별 모임                                                                 |                                                                                                 |                                                                                                 |                                                                                                 |                                                                                                 |                                                                                           |
| 오후 | 도착·등록 | 25개 이슈 그룹 토의                                                                             |                                                                                                 |                                                                                                 |                                                                                                 |                                                                                                 |                                                                                           |
| 식사 | 도착·등록 | 친교 및 저녁식사                                                                                | 친교 및 저녁식사                                                                                | 친교 및 저녁식사                                                                                | 친교 및 저녁식사                                                                                | 친교 및 저녁식사                                                                                |                                                                                           |
| 저녁 | 개회      | Lessons from the Global Church : 월(회개), 화(성찰), 수(50주년 기념:기쁨), 목(새로움), 금(화해) | Lessons from the Global Church : 월(회개), 화(성찰), 수(50주년 기념:기쁨), 목(새로움), 금(화해) | Lessons from the Global Church : 월(회개), 화(성찰), 수(50주년 기념:기쁨), 목(새로움), 금(화해) | Lessons from the Global Church : 월(회개), 화(성찰), 수(50주년 기념:기쁨), 목(새로움), 금(화해) | Lessons from the Global Church : 월(회개), 화(성찰), 수(50주년 기념:기쁨), 목(새로움), 금(화해) |                                                                                           |
| 저녁 | 개회      | 소그룹 미팅                                                                                     |                                                                                                 |                                                                                                 |                                                                                                 |                                                                                                 |                                                                                           |

### 3. 25개의 이슈트랙
REACHING PEOPLE _ 복음 전파
1. The Global Aging Population _ 전 세계 인구 고령화
2. The New Middle Class _ 새로운 중산층
3. Reaching the Next Generation _ 다음세대 전도
4. Islam _ 이슬람
5. Secularism _ 세속주의
6. Least reached people _ 최소 전도 종족
MINISTRY IN A DIGITAL AGE _ 디지털 시대의 사역
7. Scripture in a Digital Age _ 디지털 시대의 성경
8. CHURCH FORMS IN A DIGITAL AGE _ 디지털 시대의 교회 형태
9. Discipleship In A Digital Age _ 디지털 시대의 제자 훈련
10. Evangelism in a digital age _ 디지털 시대의 전도
UNDERSTANDING HUMANNESS _ 인간됨에 대한 이해
11. Transhumanism, technology, and the redefinition of man’s salvation _ 트랜스 휴머니즘, 기술, 그리고 구원 재정의
12. Sexuality and Gender _ 성과 성별
13. Mental and Physical health _ 정신 및 신체 건강
POLYCENTRIC MISSIONS _ 다중심적 선교사역
14. Polycentric mission _ 다중심적 선교
15. Polycentric resource mobilization _ 다중심적 자원의 동원
16. Christian Unity and the great commission _ 기독교인의 연합과 지상대위임령
MISSION & HOLINESS _ 선교와 거룩함 
17. Integrity & Anti-Corruption _ 정직과 반부패
18. Integrated Spirituality & Mission _ 통전적 영성 및 선교
19. Developing Leaders of Character _ 지도자 품성 개발
BEARING WITNESS WITHIN COMMUNITIES _ 공동체에서 증인되기
20. People on the Move _ 이주민
21. Urban Communities _ 도시 공동체
22. Digital Communities _ 디지털 공동체
SOCIETAL INTERACTION _ 사회적 상호교류
23 Christianity, Radical Politics, and Religious Freedom _ 기독교, 급진적 정치 그리고 종교의 자유
24. Caring for Creation & the Vulnerable _ 창조세계와 취약계층 돌봄
25. Christian Witness in the Marketplace _ 일터사역